# ГЕС Узундере 1
ГЕС Узундере 1 – гідроелектростанція на північному сході Туреччини. Знаходячись перед ГЕС Узундере 2, становить верхній ступінь каскаду у сточищі річки Sabuncular Deresi, яка впадає до Чорного моря за півтора десятки кілометрів на схід від Ризе.
В межах проекту на правому витоку Sabuncular Deresi річці Узундере облаштували водозабірну греблю, котра спрямовує ресурс до дериваційного тунелю довжиною 5,5 км з діаметром 3,2 метра. Незадовго до завершення він з'єднується з іншим тунелем довжиною 5,6 км, що прямує від водозабірної греблі на лівому витоку Sabuncular Deresi річці İncesu. Завершальною ділянкою дериваційної траси є напірний водовід довжиною 2,6 км з діаметром 1,6 метра, котрий спускається до розташованого на березі İncesu наземного машинного залу.
Основне обладнання станції складається з двох турбін типу Пелтон потужністю по 31,5 МВт, які при чистому напорі у 700 метрів повинні забезпечувати виробництво 156 млн кВт-год електроенергії на рік. 
Видача продукції відбувається по ЛЕП, розрахованій на роботу під напругою 154 кВ.